# Humour québécois
L’humour au Québec occupe une place importante dans la culture, si l’on en juge par le nombre d’humoristes que compte le Québec, dans toutes les voies de diffusion possibles (salles, bars, radio, balados[Quoi ?], réseaux sociaux, littérature, cinéma, télévision), soit environ trois cents comiques en 2023.
Si l’industrie du divertissement explique en partie cette importance de l’humour suivant une logique capitaliste et marchande, elle perpétue en même temps une longue tradition.
L’humour québécois plonge en effet ses racines dans la tradition et la culture orale. Il faut attendre les premières publications au cours du XIXe siècle pour connaître ses caractéristiques, que ce soit dans les contes, les histoires courtes, les caricatures, les blagues politiques et parfois partisanes publiées dans les pages des journaux humoristiques qui fleurissent, bien que de façon éphémère. Si l’humour des contes se veut plus bon enfant avec son langage coloré, pittoresque et inspiré de la morale chrétienne, les journaux satiriques font abondamment dans le commentaire politique et parsèment leurs pages d’illustrations et de caricatures, participant à leur manière à la construction du pays et de l’identité canadienne et québécoise.
L’humour de scène se développe surtout à partir de la Première Guerre mondiale. Les premières troupes de théâtre burlesque prennent forme en même temps que les premières grandes vedettes comiques apparaissent dans la province. Le monologuiste a tout de même sa place parmi elles, le théâtre burlesque étant un spectacle de variétés présentant du mélodrame, de la chanson et toutes de sortes de « spécialités », allant du prestidigitateur au dresseur de chien. Le théâtre burlesque, aussi appelé vaudeville après la suppression de la ligne des danseuses au moment de la crise économique des années 1930, domine nettement le genre comique jusqu’au début des années 1950. La revue d’actualité occupe également une place importante pendant la première moitié du XXe siècle, culminant avec les Fridolinades de Gratien Gélinas au cours de la Seconde Guerre mondiale. Le monologue y occupe une place importante, Fridolin étant parfois seul sur scène pour s’adresser à son public.
Après la Seconde Guerre mondiale, de nombreux artistes comiques se produisent dans les cabarets qui constituent le fer de lance d’une industrie du divertissement proprement québécoise. L’humour y est plus varié que jamais, à l’exception de la revue Fridolinades caractérisée par la richesse de son humour[pas clair] : burlesque, monologue social, blagues de cabaret, duo comique de fantaisistes, humour d’actualité et même la caricature, Normand Hudon animant un numéro de caricatures improvisé sur scène. De nombreux comiques y font leurs débuts et plusieurs d’entre eux connaissent une longue carrière comme comédien, notamment Dominique Michel, Denise Filiatreault, Clémence Desrochers, Gilles Latulippe et Paul Berval.
Il reste que l’humour au Québec, dominé par l’autoritarisme du régime de Maurice Duplessis et l’Église catholique, demeure conservateur. Il faut attendre la mort de Duplessis et l’arrivée des Libéraux au pouvoir en 1960 pour que l’humour se libère de ses chaînes. Il suit alors l’évolution de la société québécoise fortement transformée par la Révolution tranquille. L’humour des années 1960-1970 s’intéresse particulièrement aux enjeux politiques et sociaux.
Dans les années 1980, le Québec voit apparaître un humour axé sur l’absurde avec sa galerie de personnages loufoques et décalés comme Ding et Dong et ceux du groupe d’humoristes Rock et Belles Oreilles qui deviennent probablement les plus grands parodistes dans l’histoire de l’humour québécois. Cette période voit aussi naître les premières institutions proprement québécoises qui permettent au spectacle d’humour d’occuper une place prépondérante dans l’univers culturel, soit l’entreprise Juste pour rire et l’École nationale de l’humour, alors que les humoristes des années 1990 se mettent au diapason de l’humour des stand up américains.

## Les origines de l'humour québécois (XVIIIe–XIXesiècle)

### Tradition de la culture orale: contes, légendes et histoires drôles
L’humour prend sa source dans une longue tradition de culture orale, la population étant majoritairement illettrée, ayant peu accès à une éducation. Le savoir et les histoires se transmettent largement par l’oralité depuis les débuts de la Nouvelle-France. Les habitants se racontaient des récits comiques, réels ou fictifs, sur les marches du perron de l’église afin d’agrémenter la monotonie quotidienne. Les longues soirées d’hiver sont animées par un conteur qui permet, l’espace d’un instant, à ceux qui l’écoutent de s’évader dans les contes et légendes du pays. Au printemps, le conteur parcourt les villages qui organisent des veillées de contes. L’écrivain Louis Fréchette publie les contes de Jos Violon, tirés de ses propres souvenirs lors du passage du conteur dans son village de Pointe-Lévis, entre 1843 et 1850. Le public étant principalement composé de familles, l’humour est bon enfant, jouant sur les mots, moralisateur, particulièrement pour dénoncer l’abus d’alcool. Pour déclencher les rires, le conteur recourt notamment à l’exagération, à la répétition, à la rime et à une langue pittoresque et imagée :
« Je croyais d’abord qu’y prenait une chique ; mais y a des limites pour chiquer. On a beau venir de la Beauce, un homme peut toujours pas virer trois ou quatre torquettes en sirop dans son après-midi. Enfin, je m’aperçus qu’au lieu de prendre une chique, c’était d’autre chose qu’y prenait. – L’enfant de potence ! que je dis, il va être mort-ivre avant d’arriver à Batiscan. Mais, bougez pas ! c’est pas pour rien dire de trop, mais j’cré que si le vlimeux avait besoin de s’exercer le bras, c’était toujours pas pour apprendre à lever le coude ».
En 1892, Louis Fréchette publie également des récits humoristiques décrivant des excentriques qui ont marqué son enfance dans Originaux et détraqués . C’est l’apparition de l’image du fou, une figure récurrente par la suite dans la littérature québécoise.

### Le journal humoristique et satirique

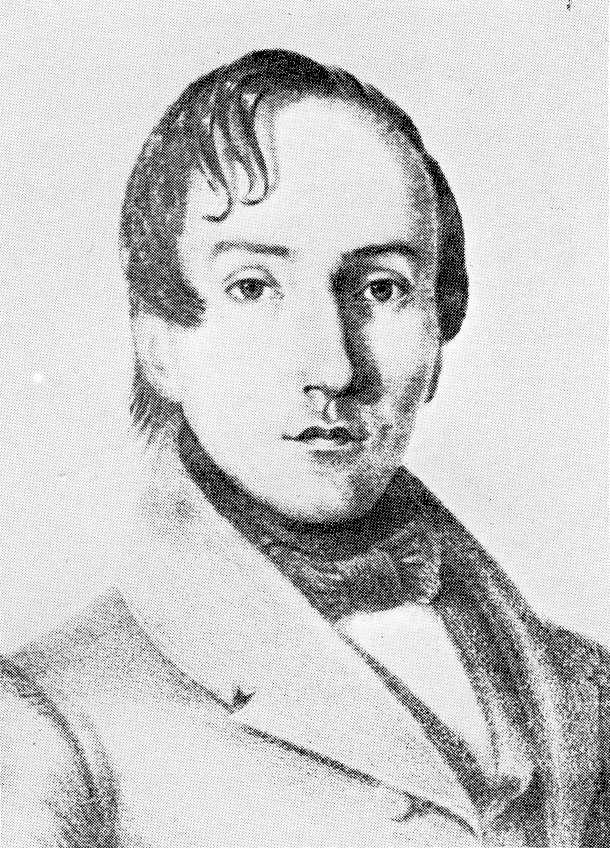
Napoléon Aubin

Les journaux foisonnent au cours du XIXe siècle, principalement à Québec et à Montréal. Parmi ceux-ci, plusieurs dizaines de feuilles humoristiques et satiriques, pour la plupart éphémères. Le Fantasque, du Suisse d’origine, Napoléon Aubin (1812-1890), créé à Québec en 1837 à la veille des Rébellions, marque les esprits avec le personnage du flâneur qui commente les événements et se permet des observations à la fois drôle et décapante sur l’oligarchie britannique. Si Aubin ne cache pas son opposition à la prise des armes, il exprime ses idées républicaines, allant jusqu’à prôner le rattachement du Bas-Canada aux États-Unis. Ses publications et ses idées lui valent un court séjour en prison.
Plusieurs journaux satiriques sont par la suite farouchement opposés à la Confédération, notamment La Scie illustrée (1866), qui publie les caricatures du sculpteur Jean-Baptiste Côté (1832-1907). Ce dernier fera même de la prison après avoir publié son personnage de fonctionnaire fainéant, Pâcot, en train de roupiller, la tête sur son bureau. Ce dessin semblait surtout un prétexte des autorités pour faire taire cet opposant au projet de Confédération.

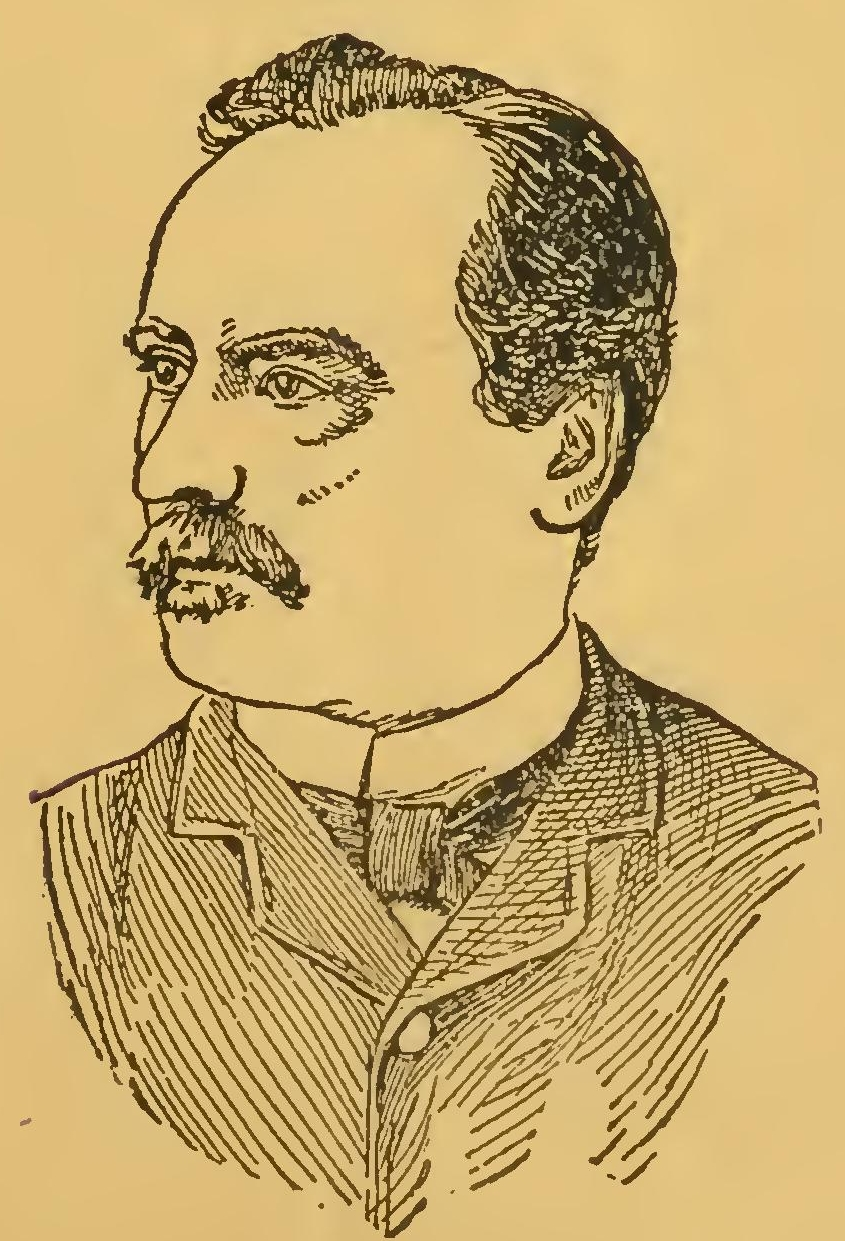
Illustration extraite du livre d'Hector Berthelot - Les mystères de Montréal, 1898

Le journaliste bohème Hector Berthelot (1842-1895) demeure sans aucun doute la figure humoristique la plus populaire au XIXe siècle. En 1877, il fonde Le Canard à Montréal. Le contenu est moins partisan, plus varié, plus amusant, moins sérieux que ses prédécesseurs, les pages plus aérées et le dessin satirique occupe une place importante. En 1878, il crée le personnage de Baptiste Ladébauche, sorte d’alter ego en même temps qu’archétype du Canadien français. Ce campagnard exilé en ville commente l’actualité avec un franc-parler rempli de gros bon sens populaire. Il porte la tuque, la ceinture fléchée, ainsi qu’une barbichette blanche, la pipe au bec. Il mène des entrevues fictives, rencontre des personnalités, dont la reine Victoria avec qui il adopte un ton familier et se permet de prodiguer des conseils. Il devient tant populaire qu’il sera récupéré par d’autres auteurs et journaux, dont Le Farceur d’Honoré Beaugrand (1848-1906). Berthelot fonde d’autres journaux au cours de sa carrière, notamment Le Violon. Il aura ses têtes de turcs favorites comme le député Jocelyn Thibault, qu’il affuble de grands pieds fétides, et surtout le sénateur ultramontain François-Anselme Trudel, Berthelot ne supportant pas les idéologues de son acabit. Vivant de ses journaux humoristiques et de sa plume pendant plus de trente ans, il est le premier humoriste de profession de l’histoire canadienne et québécoise.
Les journaux humoristiques persistent au début du XXe siècle, mais ils ne survivent pas à la concurrence des quotidiens comme La Presse et La Patrie. Ces derniers publient des pages de bandes dessinées, des chroniques humoristiques ainsi que des caricatures. Les quotidiens canadiens-français employaient plusieurs artistes locaux pour créer des bandes dessinées. Seulement, au début des années 1910, les Syndicates apparaissent. Il s’agit d’organisations américaines qui « vendent des œuvres d’une grande qualité à une multitude de journaux, pour des prix dérisoires ». Ainsi, les dessinateurs locaux ne peuvent plus concurrencer ces tarifs extrêmement réduits, ce qui aura des conséquences sur la place de la bande dessinée canadienne-française dans les journaux locaux.

#### La caricature éditoriale
La caricature éditoriale apparaît dans les journaux satiriques du XIXe siècle. La plupart des œuvres sont anonymes ou signées sous un pseudonyme jusqu’à la fin du siècle. L’une des premières caricatures canadiennes est attribuée à William Augustus Leggo dans Le Journal de Québec, en 1850, « Menagerie annexioniste [sic] ». Suivant un procédé typique de l’époque, la caricature recours au zoomorphisme afin de ridiculiser ses cibles, dans ce cas les partisans de l’annexion de la colonie canadienne aux États-Unis. Hector Berthelot signe parfois ses propres caricatures dans ses feuilles humoristiques ou il recourt à un dessinateur professionnel, notamment Albert Samuel Brodeur.
L'artiste Henri Julien fait quant à lui ses débuts dans Le Farceur (1878-1884) d’Honoré Beaugrand et dans le journal L’Opinion publique. Il est le premier caricaturiste canadien à travailler à temps plein dans un quotidien et le premier à rayonner à l’étranger, alors qu’il rejoint le Montreal Daily Star en 1888. Il y restera jusqu’à sa mort en 1908. Albert Bougeois sera pour sa part le premier canadien-français à devenir caricaturiste à temps plein dans un journal francophone en 1904. La première moitié du XXe siècle est marquée par quelques autres grands noms de la caricature dans la province de Québec, notamment Joseph Charlebois, Alonzo Ryan et Edmond J. Massicotte. Robert Lapalme fait ses débuts dans les années 1930, se démarquant par ses caricatures aux formes géométriques. Au cours des années 1950, il devient un pourfendeur du régime de Duplessis avec ses caricatures cinglantes dans le journal Le Devoir.

## Le début duXXesiècle. Du journal à la scène

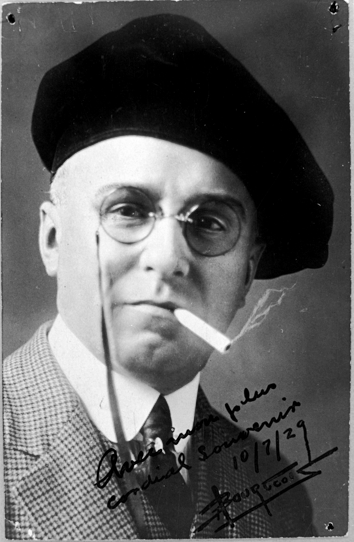
Albéric Bourgeois

### Albéric Bourgeois: monument de l'humour
Il impose « de rappeler que les auteurs québécois ont vu s’ouvrir la voie du comique social grâce au talent du caricaturiste Albéric Bourgeois (1876-1962) dont l’œuvre immense (plus de 50 ans à La Presse) et de très haute qualité, caricature, récit humoristique, chanson, conte, chroniques radiophoniques, mériterait de sortir de l’oubli ». D’abord auteur et dessinateur du comic strip « Education of Annie » dans le Boston Post, il revient s’installer à Montréal en se mettant au service du journal La Patrie en 1904. Il devient « le premier caricaturiste du Québec à vivre de cette occupation dans un journal francophone. Il crée notamment Les Aventures de Timothée, un dandy qui se met toujours les pieds dans les plats et dont les aventures se terminent par un « Au contraire! »,  afin de faire sentir son indignation face à une situation injuste.
À La Patrie, l’artiste Joseph Charlebois avait repris les aventures de Baptiste Ladébauche, personnage créé par Hector Berthelot, en l’adaptant en bande dessinée. Albéric Bourgeois fait le saut à La Presse en 1905. Il y reprend le mythique personnage en bande dessinée ainsi que dans des récits et des chroniques humoristiques illustrés. Ladébauche devient rapidement une sorte d’incarnation du Canadien français. Selon Léon-A. Robidoux : « Baptiste, c’était le bon vivant, le ratoureux, le joueur de tours et le vilipendeur de toutes les aberrations de la société. Pour le gagne-petit et le laissé-pour-compte de la démocratie, Baptiste représentait la vengeance du misérable vis-à-vis des grands pouvoirs. Et cette vengeance, elle était propre, honnête, drôle. C’était la majorité rendue silencieuse qui s’exprimait à travers lui. La communication s’établissait dans tous les sens, faisant de Baptiste un personnage éminemment sympathique auquel on s’identifiait ».

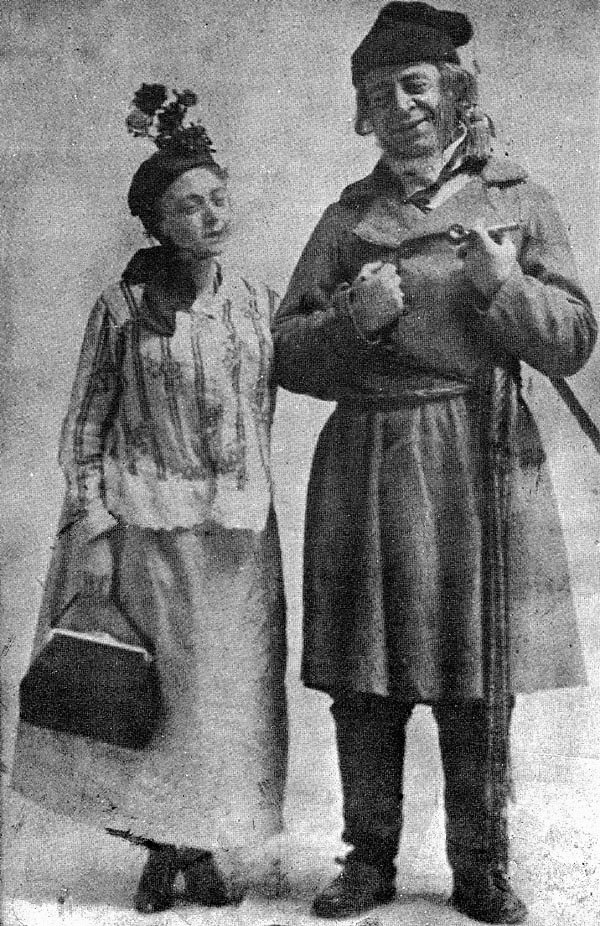
Le couple Baptiste Ladébauche et Catherine incarné par les comédiens J. Hervey Germain et Juliette Béliveau en 1928

Bourgeois transforme quelque peu le personnage de Berthelot, qui était plus rustre. Il devient moins vindicatif et a davantage l’envergure d’un conteur. Selon Robert Aird : « Comme Jos Violon, il a recours à l’hyperbole, au juron, à l’onomatopée, aux anglicismes et à la langue populaire » et amuse le lecteur en donnant « des explications historiques farfelues, caractérisées par des associations erronées entre les faits passés et l’anachronisme ». Ladébauche fait le tour du monde et donne des leçons aux dirigeants, que ce soit le prince Guillaume ou le tsar Nicolas. Bourgeois l’affuble d’un nouveau personnage en 1909 : Catherine, son épouse. Celle-ci ne se contente pas du rôle de faire-valoir et réplique du tac au tac à son époux, qui doit parfois lui donner raison.
Au cours des années 1920, la chronique En roulant ma boule, qui met en scène Baptiste et Catherine, se décline sous différentes formes : à la radio, dans la publicité, sur disque et en comédie musicale au Théâtre Saint-Denis en 1926. De 1924 à 1926, les discussions du couple se transforment en récit de voyage (Ballade des époux. La Débauche autour du monde). Leur jasette hebdomadaire, parsemée d’illustrations amusantes, permet à Bourgeois de traiter de l’actualité avec humour et ironie et de caricaturer les figures dominantes de son époque. En 1936, il transpose ses personnages à la radio avec des chansons politiques et des dialogues humoristiques dans l’émission Voyage autour du monde de Joson et Josette (1936-1942). Fred Barry et Jeanne Maubourg, deux grands comédiens de l’époque, incarnent Joson et Josette. Habile parolier, Bourgeois compose plusieurs chansons portant sur l'actualité. Il est même l’auteur d’une opérette, La Noce canadienne, présentée au Château Frontenac en 1930. Il fonde également un cabaret francophone à Montréal en 1928, Le Matou botté, où il donne occasionnellement des spectacles de variétés. Albéric Bourgeois est une figure incontournable de l’humour québécois pendant la première moitié du XXe siècle.

### Les premiers monologuistes, 1900-1930
Au début du XXe siècle, les monologuesreposent sur la culture populaire, mettent l’accent sur les travers des gens et la condition humaine, racontent des épisodes de la vie quotidienne. À une époque de censure cléricale, où règne la religion catholique, « nous avons davantage affaire à un discours plutôt conservateur ou sinon à de la taquinerie ». Le monologue ne repose alors jamais sur la première personne mais plutôt à travers une galerie de personnages. Le monologuiste ne relate pas des épisodes de sa vie.
Outre les monologues clamés dans des pièces de théâtre, plusieurs sont publiés dans des revues. Rimés ou non, ils ont un style littéraire qui semble davantage être conçu pour être lu que joué devant un public. Toutefois, l’apparition de troupes locales, qui créent des premiers spectacles de variétés (comédies musicales, revues d’actualités, théâtre burlesque) à partir de la Première Guerre mondiale, permet à des comédiens de présenter leurs monologues entre deux changements de décor. Paul Coutlée et Jules Ferland publient leurs monologues sous forme de recueils au cours des années 1920, témoignant par-là de la popularité des deux monologuistes.
Le monologue québécois prend sa source dans les courtes histoires drôles, dans les contes et légendes, de même que dans la tradition rhétorique et académique issue des séminaires, mais il prend rapidement un ton populaire. L’artiste est souvent issu d’un milieu modeste et s’adresse à la masse populaire. Coutlée est très apprécié du public grâce à ses monologues qui jouent beaucoup avec la langue et les calembours. Ils s’apparentent à un long récit où la blague ne se trouve qu’à la fin avec la chute, le punch line. Il en va différemment des monologues de Jules Ferland qui sont conçus pour le milieu du cabaret. L’artiste raconte une histoire courte qui arrive rapidement à la chute.

## Les années 1930. Deux figures marquantes de la crise économique

### Jean Narrache, monologuiste et poète populaire
Le monologuiste et poète urbain Émile Coderre (1893-1970), connu sous le nom de Jean Narrache, récite ses monologues et poèmes à la radio. Il est très populaire dans les années 1930. Bien qu’adoptant un ton plutôt fataliste, sa langue colorée et son humour noir n’en dénoncent pas moins avec causticité et ironie les injustices et inégalités sociales exacerbées par la crise économique. Il devient le porte-parole des chômeurs et des miséreux. Son œuvre est influencée par Mark Twain et Jean Rictus (1867-1933), tout en comportant une touche canadienne-française et montréalaise. Dans « Sa Prière devant la Sun Life, un pauvre dénonce, avec une touchante naïveté, l’élite canadienne-française qui se cache derrière la religion et le patriotisme pour dissimuler son culte de l’argent.
S’avouant « rien qu’un rien », il prie ironiquement devant l’édifice d’une compagnie d’assurance vie, situé sur la rue Metcalfe : « Pour ceux qui s’font des pil’s de piasses / À s’planter comm’Champions d’la Race ; / Pour tous les jureurs de serments / D’amour à la Franc’notr’moman ; / Pour tous ceux qui tir’nt bénéfice / De notr’vach’rie et de nos vices ».

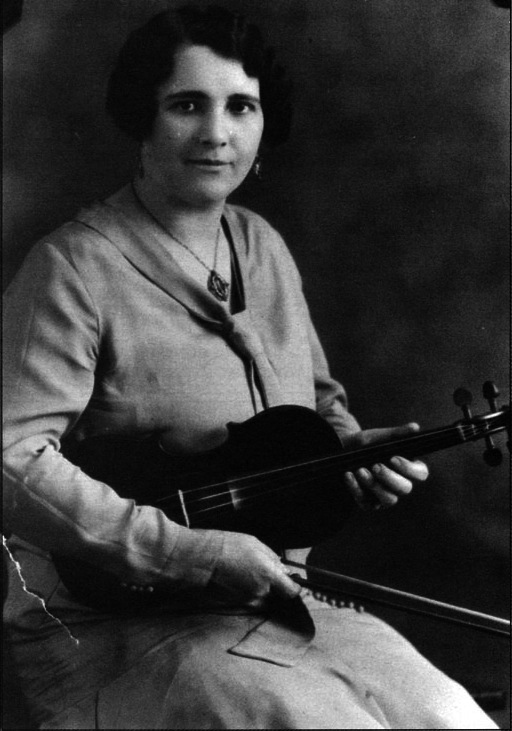
Mary Travers, dite La Bolduc

### La Bolduc: première auteure-compositrice-interprète québécoise
Mary Travers, alias La Bolduc (1894-1941), est une figure marquante de la culture populaire des années de la crise. La gaieté des chansons folkloriques de la Gaspésienne traitent malgré tout des aléas de l’existence et de l’actualité, des maringouins, en passant par les vacances, la grippe, les abus des compagnies d’assurance, la crise économique, l’exode rural et le chômage. Son humour appartient à la comédie burlesque. Le théâtre burlesque est une composante importante de ses spectacles de variétés. Sa troupe, menée par Jean Grimaldi, parcourt le Québec, l’Ontario et la Nouvelle-Angleterre. Le comédien Olivier Guimond fils en fait partie et se fait une belle réputation. Si La Bolduc mène une carrière professionnelle indépendante de son mari, gérant son propre compte en banque, ses textes reflètent le conservatisme dominant de son époque. Toutefois, pour l’historien Pierre Lavoie, ses « prises de positions politiques témoignent d’une forme de patriotisme plutôt que d’un conservatisme assumé ». La chanteuse n’obéit pas à une idéologie précise et ses chansons « sont des véhicules propres à leur période, dans l’air du temps, qui servent avant tout à divertir, à faire chanter, danser et rire, ce qui n’exclut pas qu’elle puisse parfois y tenir des propos réactionnaires et xénophobes ». Pierre Lavoie explique : « Son ambivalence est celle d’une femme qui affiche la sobriété nécessaire pour faire accepter son métier par les autorités religieuses mais qui sait fait rire, quitte à verser dans la grivoiserie, pour attirer les spectateurs en salle; c’est aussi celle d’une femme qui doit faire montre de soumission à son mari en public pour garder sa famille intacte mais qui bouillonne d’esprit d’entreprise, d’autonomie et de désir de performance ». Cette auteure-compositrice-interprète se présente « comme une femme du peuple et se sert de ses chansons pour remonter le moral de ceux et celles qui doivent composer au quotidien avec le chômage et l’incertitude économique qui en découle ».

## Le théâtre burlesque ou de vaudeville dans la première moitié duXXesiècle

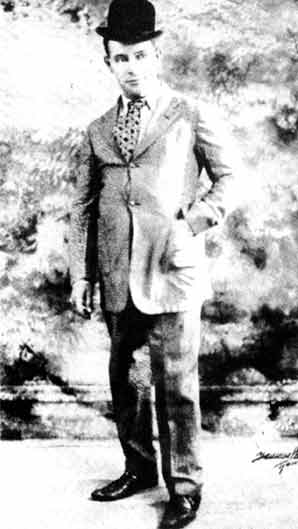
Olivier Guimond père

Le théâtre burlesque ou de vaudeville est un genre en soi. Au tournant du XIXe siècle et au début du XXe siècle, des troupes burlesques américaines viennent présenter leur spectacle de variétés dans la province de Québec, notamment à Montréal. Le comique repose beaucoup sur le style « slapstick », à la manière des comédies de Charlie Chaplin et de Buster Keaton qui impliquent un jeu physique exagéré. La Première Guerre mondiale freine toutefois leurs tournées canadiennes. Arthur Pétrie (1890-1957) et Olivier Guimond père (1893-1954) prennent le relais des troupes américaines et créent leur propre troupe. Face à un public montréalais composé de francophones qui ont quitté les campagnes, ils parviennent à convaincre les propriétaires anglophones des salles de théâtre, souvent d’origines syriennes, à jouer leur comédie en français au cours des années 1920.

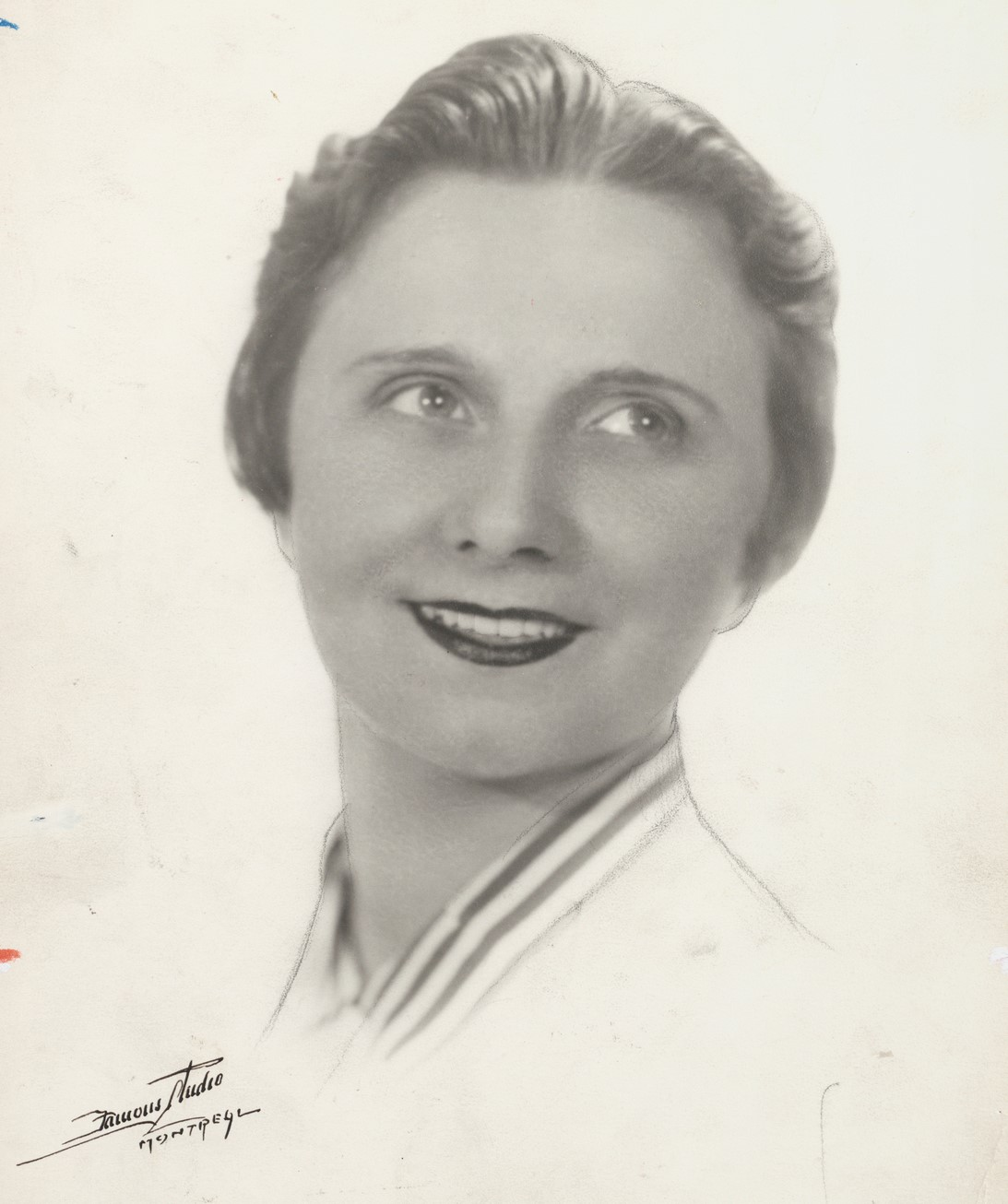
Rose Ouellette, dite La Poune

La comédie burlesque est improvisée à partir d’un canevas sommaire. À la fois inspirée de la Commedia dell'arte, avec ses recours à la ruse pour tromper un opposant représenté par une figure d’autorité ce qui entraîne des quiproquos loufoques, et du cirque, avec le duo composé du clown rouge et du clown blanc (straight man ou faire-valoir en français), le burlesque amuse avec ses histoires convenues et invraisemblables dont le but consiste à faire rire.
Plusieurs lui reprochent sa vulgarité, sa langue populaire et l’inconvenance de ses scénarios. L’Église catholique n’apprécie pas le rapport que le burlesque entretient avec l’argent, la grivoiserie de même que ses valeurs urbaines et modernes (matérialisme, cinéma hollywoodien, boîtes de jazz, urbanité). Cela n’empêche toutefois pas les curés de village d’ouvrir les portes de leur église et salle paroissiale aux troupes pour qu’elles y tiennent leur représentation, moyennant un pourcentage sur les recettes.
Lors de la crise économique des années 1930, les spectacles burlesques retirent la ligne des danseuses pour sauver des coûts et présentent des concours d’amateurs au lieu de chanteurs et chanteuses. À cette époque, les gens du milieu commencent à employer le terme de théâtre de vaudeville. Bien que le coût d’entrée est réduit au maximum, le spectateur a tout de même droit à quatre heures de divertissement au Théâtre National de Rose Ouellette, dite La Poune. Le théâtre présente également des comédies françaises et des dessins animés en début de soirée. En plus de la comédie, qui dure généralement environ quarante minutes, l’humour se déploie dans de courts sketches animés par le comique et son faire-valoir. Parmi les plus célèbres tandems, on retrouve Olivier Guimond père/Arthur Pétrie, Olivier Guimond fils/Manda Parent, de même que Rose Ouellette/Juliette Pétrie.
Les centres urbains comptent plusieurs établissements qui présentent du vaudeville durant la première moitié du XXe siècle, particulièrement à Montréal, faisant salle comble chaque soir de présentation. Ils ferment toutefois leurs portes les uns à la suite des autres après la guerre. Le genre burlesque se transporte alors dans les cabarets francophones. Les cachets y sont plus élevés pour les artisans du vaudeville comme Rose Ouellette, Claude Blanchard et Gilles Latulippe. La télévision vient également faire une rude concurrence aux salles de spectacles, surtout avec la création de Télé-Métropole (1961), une station qui mise sur de nombreux comédiens et comédiennes issus du vaudeville. Le théâtre burlesque renaît en 1967. Cette année-là Gilles Latulippe fonde le théâtre des Variétés dans l’ancien théâtre Dominion avec le soutien de son mentor Jean Grimaldi, ancien propriétaire de théâtres, qui lui montre les ficelles du métier.

## Les Fridolinades (1938-1946): quand le rire fait la guerre à la guerre

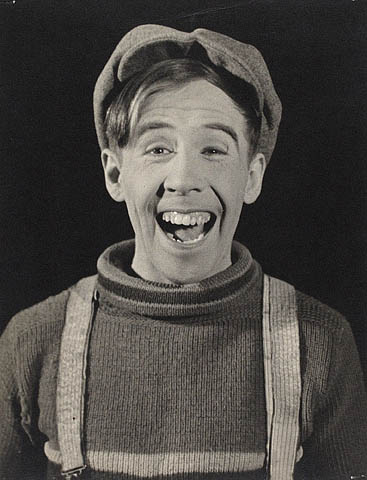
Gratien Gélinas en Fridolin

Si le vaudeville, caractérisé par son américanité, est apprécié par les masses et rejeté par les élites conservatrices, davantage tournées vers la France, de même que par la presse, qui les ignore, l’auteur et comédien Gratien Gélinas (1909-1999) brise ce clivage en présentant une revue d’actualités sur la scène du Monument national à Montréal: les Fridolinades. La revue Fridolinons jouée pour la première fois le 7 mars 1938 repose sur un personnage qu’il a développé à la radio où il jouit déjà d’une certaine popularité : Fridolin, un gamin un peu gavroche qui organise des spectacles dans la cour arrière de sa maison en impliquant toute sa bande d’amis. Fridolin explore, avec un humour caustique, intelligent et riche, la société canadienne-française sous toutes ses coutures. Rien ne lui échappe : les inégalités sociales, la pauvreté des masses, l’urbanisation croissante, les échecs de la colonisation du Nord, les personnalités politiques et intellectuelles, la famille, le nationalisme, les partis politiques, le favoritisme politique et la corruption, les vices, les travers de la démocratie libérale, le sport, le quotidien en ville, la littérature, le paradigme de la survivance, le complexe d’infériorité des Canadiens français, la publicité, etc.
Mais surtout, Fridolin, qui arbore un chandail de son équipe de hockey préférée, les Canadiens de Montréal, et qui ne quitte jamais sa fronde, décoche des flèches à tout ce qui touche à la guerre : la conscription, la propagande, la loi sur la censure, le rationnement, le marché noir, les abus des marchands, la femme qui délaisse le foyer pour aller travailler dans les usines de munitions, les hommes en perte de repère, etc. Pour Robert Aird : « Les Fridolinades, c’est surtout le Montréal des quartiers populaires au quotidien avec ses rues pleines d’enfants grouillants, ses ruelles, ses balcons, ses cordes à linge, ses logements ouvriers exigus, ses hangars, ses manufactures, ses petits commerces de quartier, ses tramways bondés, ses églises, ses campagnards récemment débarqués dans la grande ville ».
Robert Aird affirme ainsi : « En bravant le ridicule, en exprimant sans gêne ses sentiments, Fridolin provoque un éveil de la conscience individuelle des Canadiens français ». Pierre Pagé ajoute que Fridolin « ironise sur la puissance des grands et se donne le change de sa faiblesse en multipliant les ressources de son langage. Fridolin, c’était le petit Canadien français de l’époque qui sentait bien son impuissance en face des jeux savants de la politique mais qui se construisait en compensation un monde à sa mesure ».
Gratien Gélinas accorde une place importante au monologue, laissant son personnage s’adresser seul au public, livrant ses états d’âme. En faisant reposer ses monologues sur les épaules d’un personnage, il trace la voie à de futurs grands monologuistes et humoristes comme Yvon Deschamps, avec son personnage d’ouvrier, et celui de l’auguste clown Sol de Marc Favreau. Selon Robert Aird: « La charge humoristique de Fridolin qui en inspirera plus d’un nous montre qu’il cognait à la porte de la Révolution tranquille et tournait la page d’un Québec encore en partie ancré dans une mentalité et des mœurs du XIXe siècle. L’œuvre de Gélinas entraîne le Québec dans le XXe siècle ».

## Le cabaret de l'après-guerre et les prémisses duShowbizz

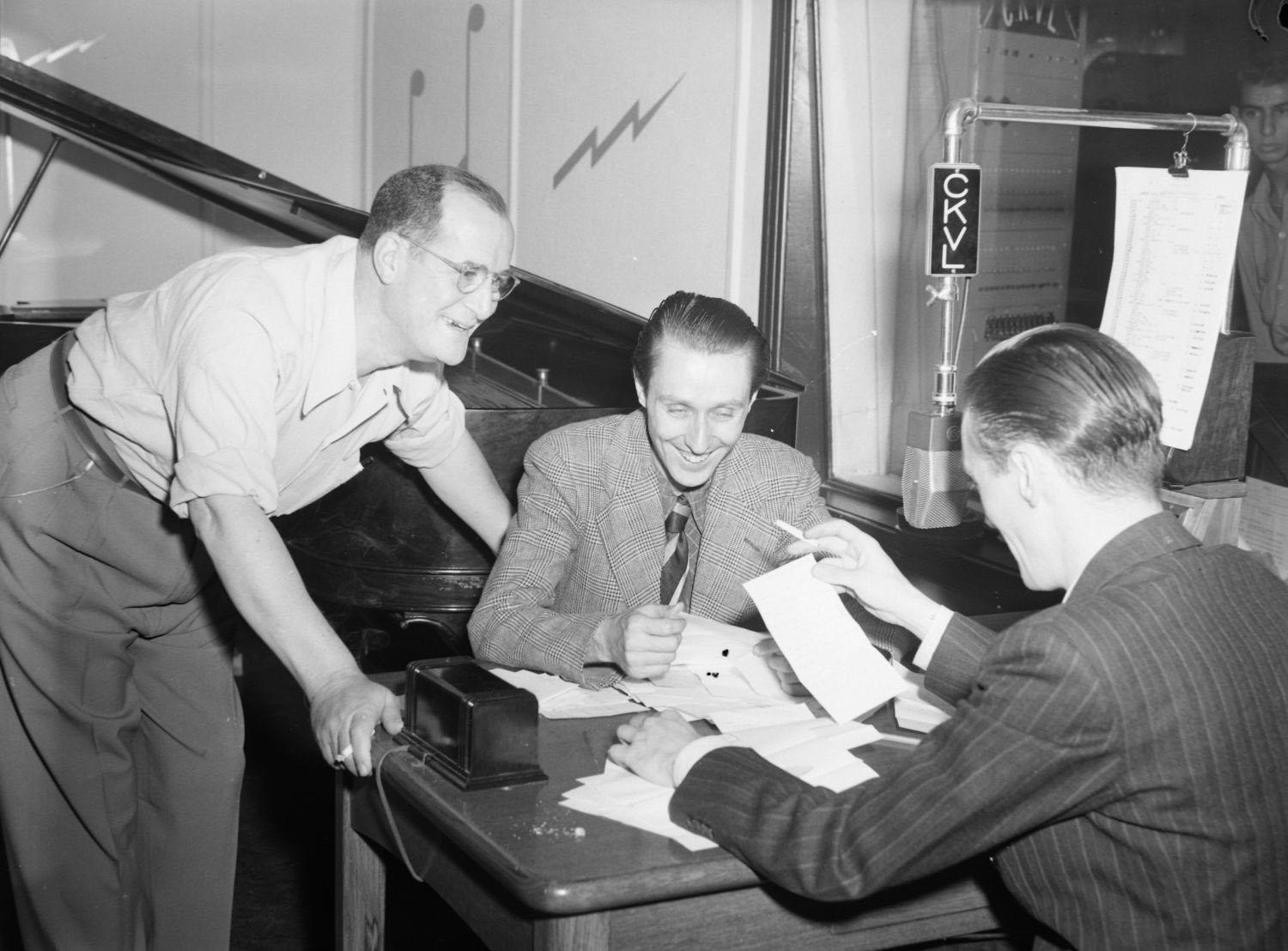
Les animateurs Jacques Normand (au milieu) et Roland Bayeur discutent avec le pianiste accompagnateur Billie Munroe dans un studio d'enregistrement de la station CKVL à Montréal.1947.

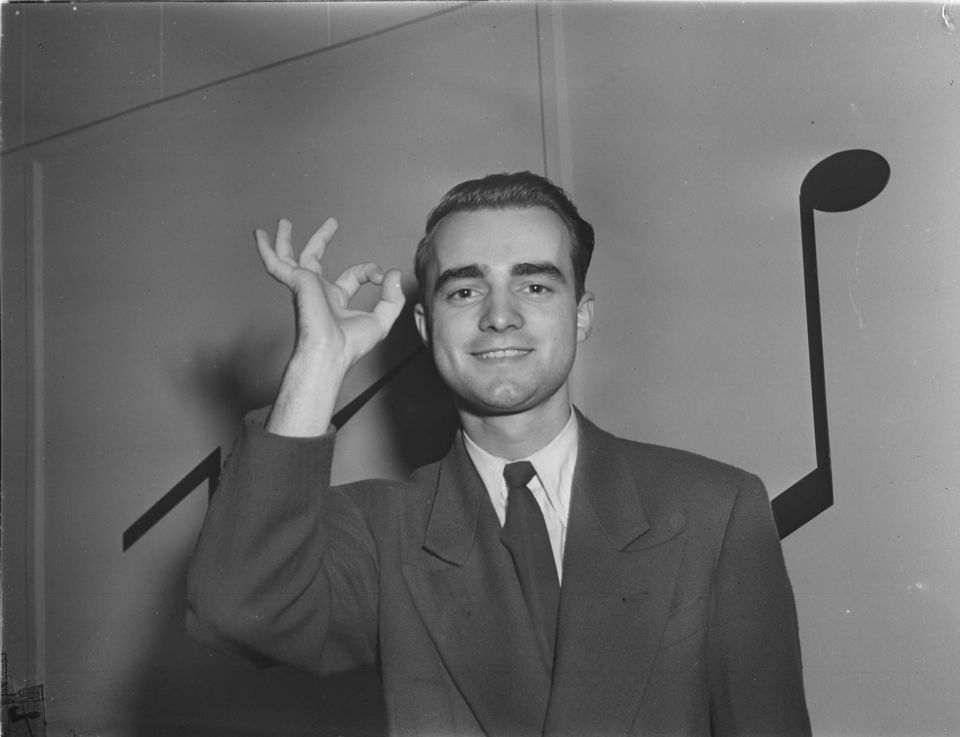
Gilles Pellerin

Une fois la Seconde Guerre mondiale terminée en 1945, la chanson française fait un retour en force au Québec. Le propriétaire de cabarets et chef de la mafia montréalaise, Vincent Cotroni, propose à l’animateur et chansonnier Jacques Normand (1922-1998), qui a beaucoup de charisme, d’humour et qui s’exprime dans un français international impeccable, d’organiser des spectacles mettant au-devant de la scène la chanson française. C’est ainsi que Jacques Normand invente le cabaret au Faisan Doré où se produisent des artistes francophones alors que Montréal était surtout connu jusque-là pour ses night clubs où le tout se déroulait en anglais. Plusieurs artistes populaires de la comédie et de la chanson que l’on voit au théâtre ou qu’on entend à la radio font le saut au cabaret. Les Canadiens français voient apparaître de nouvelles têtes qui deviennent vite de véritables vedettes et font courir les foules. C’est le cas pour le chansonnier et maître de cérémonie Jacques Normand, dont l’humour caustique lui vaut le surnom d’enfant terrible, pour la Troupe du beu qui rit menée par le comédien Paul Berval (1924-2004) et composée notamment de Dominique Michel (1932-?) et Denise Filiatrault (1931-?), pour le duo fantaisiste Les Jérolas avec Jean Lapointe et Jérôme Lemay, pour le duo Ti-Gus et Ti-Mousse (Réal Béland et Denyse Émond), pour l’acteur et monologuiste Gilles Pellerin (1926-1977) qui se fait connaître avec son personnage de Rolland, un pauvre ouvrier.
Des cabarets voient le jour dans d’autres villes de la province, particulièrement à Québec avec Chez Thibault, très populaire et renommé, qui lance le personnage du Père Gédéon de Doris Lussier (1918-1993), qui n’est pas sans rappeler Baptiste Ladébauche.
Au sein des cabarets, ceux qui racontent des blagues, c’est-à-dire des histoires courtes avec une chute drôle, ne souffrent pas de droits d’auteurs et empruntent des lignes ici et là. Plusieurs ont la cote : Gilles Latulippe, Claude Blanchard, Lucien Boyer, Roméo Pérusse pour ne nommer que ceux-là.
On observe certainement un vent de liberté dans ces lieux enfumés. Évidemment, la grivoiserie est au programme, puisqu’elle sait capter l’attention d’un public distrait. Certes, le clergé catholique n’apprécie guère ces lieux de perdition, mais elle demeure impuissante face à leur popularité. Le clergé ne s’aventurant pas dans les cabarets, le public étant composé essentiellement d’adultes, ce qui était considéré comme vulgaire au théâtre National monte d’un cran. Jacques Normand ne manque pas de se moquer de la politique et des politiciens. Malheureusement, comme il improvisait ses gags, il n’existe pas de textes écrits permettant de décrire son humour jugé caustique et audacieux à l’époque.
Il y a tout de même certaines limites à ne pas franchir. Le propriétaire d’un cabaret obtient son permis d’alcool du représentant du parti au pouvoir, l’Union nationale. Si un artiste souhaite s’en prendre au gouvernement, même par l’humour, il est facile de le faire taire en menaçant tout simplement de ne pas renouveler le permis d’alcool de l’établissement. Le cabaretier Gérard Thibault a été confronté à cette réalité. Il avait engagé Doris Lussier. Or, celui-ci avait manifesté sur la colline parlementaire à Québec contre le régime de Maurice Duplessis. Le premier ministre avait prestement menacé de couper les vivres à Thibault s’il présentait à nouveau les numéros du Père Gédéon.
Certains établissements ont fort mauvaise réputation, étant proches des milieux criminels. La campagne d’assainissement des mœurs à Montréal mené, par le maire Jean Drapeau, fera en sorte de faire fermer plusieurs d’entre eux, indistinctement de leur qualité. De plus, la concurrence de la télévision, qui attire bon nombre d’artistes, de même que les cachets de plus en plus élevés exigés par les agents des vedettes sonnent le glas des cabarets, qui amorcent une période de déclin à partir de la deuxième moitié des années 1960.
Bien qu’elles n’atteignent jamais le même niveau de popularité, les boîtes à chansons prennent en partie la relève, mais sur autre ton : celui de la chanson engagée, imprégnée de tradition folklorique. Cela traduit l’esprit d’affirmation nationale et culturelle qui souffle sur le Québec de la Révolution tranquille.

## L'humour de la Révolution tranquille, 1960-1977

### La scène et l'humour
Avec la mort du premier ministre Maurice Duplessis en 1959, le Québec entre dans une nouvelle phase. Le gouvernement du Québec adopte une série de réformes qui donnent à l’État les moyens économiques, financiers et sociaux de s’affranchir de la domination anglophone et de l’emprise de l’Église. La montée du nationalisme et des idées d’émancipation du peuple québécois marque également la période. Dans ce contexte, une nouvelle génération d’humoristes émerge. Ils cherchent à distraire, comme les comiques de cabaret, mais ils arrivent à toucher intellectuellement leur public. Le contenu de leurs monologues traduit avec ironie et humour les questions sociales, politiques et nationales caractéristiques de la période. La majorité d’entre eux ne cachent pas leur soutien à la cause de l’indépendance du Québec et participent activement à l’élaboration de l’identité collective.
Pour refléter cet esprit contestataire et d’émancipation collective tout en poursuivant la tradition de la revue autrefois en salle, Radio-Canada présente une émission spéciale de fin d’année, une revue d’actualité diffusée la veille du jour l’an et qui se termine à minuit : Le Bye bye en 1968. Le succès sera tel que cette fête d’enterrement carnavalesque de l’année qui s’achève reviendra bon an mal an.
La chansonnière, poète, comédienne et monologuiste Clémence Desrochers (1933-?), qui devient une figure populaire des boîtes à chanson avec Les Bozos, est la première à tourner l’Église et la religion en dérision en 1958 sur la scène du cabaret de St-Germain-des-Prés avec son monologue Fra-gio-gio-fragetti qui dresse un portrait caricatural du système d’éducation en ironisant l’ambiance répressive des écoles dirigées par les sœurs grises. Elle monte des revues qui évoquent la prise de parole féministe, notamment la revue Les Girls en 1969, composée de Paule Bayard, Chantal Renaud, Diane Dufresne et Louise Latraverse. À partir des années 1970, elle présente des spectacles solos qui mettent en scène des personnages attachants, simples, opprimés, nés pour un petit pain, reflétant le statut du Québécois colonisé. Seulement, l’ironie sous-jacente qui caractérise ses monologues est plutôt un appel à l’émancipation de l’individu.
Le groupe Les Cyniques (1960-1672), qui rassemble les universitaires Marc Laurendeau, André Dubois, Marcel St-Germain et Serge Grenier, illustre dans leurs propos la perte de pouvoir de l’Église. Ils sont les premiers à s’attaquer directement à l’institution, et ce, de manière aussi implacable. Ils sont aussi les premiers à utiliser des sacres sur scène. Leur humour est tout à fait original : noir, méchant, irrévérencieux, iconoclaste et sans censure. Il vise entre autres les représentants du pouvoir. Les Cyniques alternent sketchs, parodies, monologues et chansons humoristiques, toujours en incarnant des personnages. L’efficacité comique du quatuor est remarquable : les gags fusent pratiquement à chaque phrase. Ils sont en totale rupture de ton par rapport aux humoristes qui les précèdent.

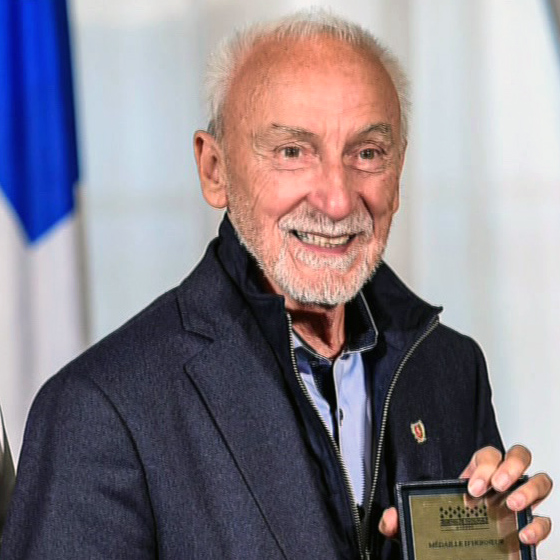
Yvon Deschamps, en 2018

Yvon Deschamps (1935-?) commence à se démarquer à cette époque. Il présente ses premiers monologues sur scène dans la revue L’Ossticho en 1968, aux côtés de Robert Charlebois, Mouffe et Louise Forestier. L’humour, comme la chanson, connaît une véritable métamorphose. Tandis que Charlebois révolutionne la musique avec son rock‘ n’ roll en français, Deschamps incarne un ouvrier candide, niais, mais avec une charge politique et sociale qui marque les esprits. Il devient un grand ironiste, le plus grand que le Québec ait connu jusque-là. Dans son premier monologue, L’Union quosse ça donne, son personnage de l’ouvrier cherche à prouver que les syndicats sont inutiles, mais en fait il démontre exactement le contraire. Deschamps utilise le même procédé pour plusieurs autres monologues, notamment dans celui La Libération de la femme. Son personnage de misogyne étale sans gêne ses préjugés envers les femmes, démontrant par-là la nécessité du féminisme. Dans une langue caricaturant le joual, Deschamps dénonce les préjugés et utilise ses personnages pour éveiller les consciences face à des préoccupations et des enjeux sociaux. En poussant ses personnages jusqu’au ridicule, Deschamps invite les Québécois à tourner la page sur le passé récent, celui où les Canadiens français se comportaient en colon. Comme c’était le cas avec Les Cyniques, Deschamps tourne en dérision le Québec de « la grande noirceur » associée au duplessisme. Alors que Les Cyniques tournaient l’Église et le clergé en dérision, Deschamps va plus loin et remet en question la religion même et la conception judéo-chrétienne de l’existence.
Ses monologues, qui sont endisqués, sont si populaires que Deschamps monte bientôt seul sur scène et fait du monologue un spectacle en soit, du jamais vu jusqu’alors. Rapidement, d’autres humoristes suivent ses pas dans les années 1970 et présentent leur spectacle solo en salle : Clémence Desrochers; l’imitateur issu des boîtes à chansons, Jean-Guy Moreau (1943-2012); l’imitateur et humoriste Claude Landré (1944-?); Sol, l’auguste clown de Marc Favreau (1929-2005) issu de la télévision; la comédienne Dominique Michel; l’humoriste de l’émission radiophonique Le Festival du l’humour, Pierre Labelle (1941-2000); l’acteur et chanteur Jean Lapointe (1935-2022) après la dissolution des Jérolas en 1974. La place qu’occupe l’humour sur les scènes de spectacle est de plus en plus dominante. Le spectacle solo, dans lequel les humoristes expriment leurs préoccupations, traduit en partie l’émergence de l’individualisme.  
Chez les humoristes des années 1960-1970, l’actualité, les enjeux politiques et sociaux, la critique sociale et politique occupent l’avant-scène. Un humour plus léger et populaire, proche du burlesque, a aussi sa place. Claude Blanchard ainsi que Ti-Gus et Ti-Mousse en sont de significatifs représentants. De plus, un nouveau type d’humour émerge à la fin des années 1970 : l’absurde.

### L'univers télévisuel et cinématographique
Les téléviseurs apparaissent dans les foyers québécois au début des années 1950. Le petit écran est une nouveauté pour le public comme pour les artisans de la télévision qui apprennent à apprivoiser ce nouveau médium en découvrant eux-mêmes leurs repères. L’humour s’y intègre d’abord par les émissions jeunesses telle que La Boîte à surprise (Radio-Canada/1956-1968) d’où apparait le duo de clowns Sol et Gobelet et de variétés comme Au p’tit café (Radio-Canada/1956-1962) qui s’inspire des soirées au cabaret. En 1957, l’émission présente une revue annuelle qui inspirera le Bye bye en 1968.
L’humour se trouve principalement dans les sitcoms, une comédie de situation importée des États-Unis. Par ailleurs, le premier sitcom québécois, Cré Basile (Télé-Métropole/1965-1970) mettant en vedette Olivier Guimond, s’inspire de l’émission américaine The Honeymooners. Le comique tourne autour de Basile qui se retrouve les pieds dans les plats à cause de belle-mère, de sa femme et de son ami. De 1966 à 1971, Radio-Canada diffuse un simple sitcom en apparence avec Dominique Michel dans le rôle du comique et Denise Filiatrault comme faire-valoir, « mais qui ose raconter les aventures de deux femmes libres et célibataires en pleine montée du féminisme ». Au cours années 1970, Marcel Gamache écrit deux populaires sitcoms inspirés du vaudeville pour Télé-Métropole, engageant plusieurs artisans du Théâtre des Variétés, dont Gilles Latulippe comme principal rôle : Symphorien (1970-1977) et Les Brillant (1979-1982).
Le premier grand succès cinématographique québécois, proche du genre vaudeville également, est une comédie grivoise, Deux femmes en or, en 1970. En dehors de la grivoiserie, ce sont deux femmes qui cherchent à sortir de leur condition, alors que le mouvement féministe est en marche. Les années 1970 compteront plusieurs comédies burlesques et plusieurs expriment une forte consonnance nationaliste et anticléricale, ainsi qu’un désir d’émancipation derrière leur comique de situation: Les Aventures d’une jeune veuve (1974), Pousse, mais pousse égal (1975), J’ai mon voyage! (1973), Tiens-toi après les oreilles de papa (1971). Cette caractéristique s’estompe vers la fin des années 1970, mais le réalisateur Pierre Falardeau exprime sa critique du fédéralisme et son idéologie indépendantiste au début des années 1980 avec ses trois courts-métrages sur Elvis Gratton, une incarnation caricaturale du colon québécois. Ses trois films sont rassemblés en 1985. Il réalise par la suite deux autres longs-métrages consacrés au grotesque personnage joué par le comédien Julien Poulin. Ils se caractérisent à la fois par une approche burlesque et une satire viscérale du fédéralisme canadien et de l’acculturation à la culture américaine du colon qui nie son identité, son passé et ses traditions.

## La fin des années 1970 et les années 1980. De l'humour absurde à l'éclatement des genres

### Les magazines d'humour
Le Québec assiste enfin à un renaissance du périodique satirique avec l’apparition du magazine Croc, fondé en 1979 par Jacques Hurtubise et Hélène Fleury. Beaucoup d’auteurs, de dessinateurs, de caricaturistes et d’humoristes s’éclateront dans ce magazine dont Pierre Huet est le rédacteur en chef : Claude Meunier, Roch Côté, Serge Grenier, Jacques Grisé, Jean-Pierre Plante, Sylvie Desrosiers, Stéphane Laporte, Guy A. Lepage, François Parenteau, Serge Gaboury, Réal Godbout, Michel Galarneau (alias Garnotte) pour ne nommer que ceux-là. On y retrouve un humour riche, varié, éclaté, caustique allant du spirituel et intellectuel au bête et méchant, touchant à tous les sujets possibles et de toutes les manières possibles : correspondances et lettres fictives, parodies, chroniques, caricatures et bandes dessinées déjantées. Les lecteurs pouvaient s’y reconnaître, le référent québécois étant omniprésent. On y crée des personnages notables, notamment Michel Risque et Red Ketchup dont les aventures seront plus tard publiées par les éditions La Pastèque. Le magazine dont la devise est « C'est pas parce qu'on rit que c'est drôle » s’éteint en 1995. Entre-temps, le magazine Safarir est fondé en 1987. Visant un public plus jeune et adolescent, moins politique et mordant que Croc, mettant l’emphase sur la culture populaire, il publie également de nombreuses illustrations et des bandes dessinées qui font le délice des amateurs, notamment Baptiste, le clochard, du caricaturiste André-Philippe Côté.

### La Ligue nationale d'improvisation (LNI)
Yvon Leduc et Robert Gravel du Théâtre Expérimental, fondent la Ligue nationale d’improvisation (LNI) à l’automne 1977. Le jeu s’inspire en partie des règles du hockey, dont Gravel est un grand amateur. Un arbitre dicte la durée, la catégorie et le thème, la scène imite une patinoire, les joueurs portent un chandail de hockey et peuvent subir des pénalités. Si l’humour n’est pas à l’avant-scène, plusieurs joueurs et joueuses développent leur sens du punch pour gagner la faveur du public, qui vote pour l’équipe ayant fait la meilleure improvisation. La LNI connaît une vive popularité dans les années 1980. L’engouement pour ce style de jeu entraîne la création de ligues et d’équipes dans les écoles secondaires, les cégeps, les universités et les bars. Plusieurs jeunes humoristes connaissent leur première expérience scénique dans ces ligues. Le jeu sera également adapté dans plusieurs pays, avec parfois quelques variantes.

### Une nouvelle génération d'humoristes
En 1977, le groupe Les Carcasses, issu du milieu de la radio, affiche un humour décalé. Il crée une émission de radio totalement absurde, comme si le média existait depuis la préhistoire. La même année, Paul et Paul, un trio composé de Claude Meunier (1951-?), Serge Thériault (1948-?) et Jacques Grisé (1951-?) présente des personnages déjantés, grotesques, insignifiants, originaux et détraqués qui parlent pour ne rien dire en lançant des phrases qui ne font pas ou peu de sens. Leur humour joue habilement avec les mots et se veut tout sauf sérieux. Il ne traite pas des enjeux collectifs qui agitent le Québec ou le monde. Par exemple, le Lifeguard a « sorti un bout de temps avec Miss Coppertone et a déjà été élu Monsieur Serviette », tandis que le boxeur présente son équipement : « Qui sont-ils? Eh bien, ils sont les gants, les culottes, ce qui va en dessous, les souliers et les bas. Alors comme on peut voir, l’équipement est très très compliqué ».
Le trio s’éloigne du drame et de l’émotion des monologues typiques de la Révolution tranquille. Plusieurs artistes, notamment Yvon Deschamps, Jean-Guy Moreau, avaient exercé un travail de conscientisation et vivent une grande victoire avec l’arrivée au pouvoir du Parti Québécois, en novembre 1976. Des groupes comme Paul et Paul peuvent donc se concentrer sur la dérision et entraînent leurs publics dans des zones inexplorées jusqu’alors. Ils sont également grandement influencés par l’humour décalé des Monty Pythons.
L’échec du référendum sur la souveraineté du Québec en 1980, le rapatriement de la constitution canadienne sans l’accord du Québec en 1982, la grave crise économique de 1982-1983 et la remise en question de l’État providence agissent sans doute comme une douche froide socialement. Ceci peut en partie expliquer pourquoi les humoristes des années 1980 suivent d’emblée les traces de Paul et Paul. Ils délaissent les élans collectifs et les grandes causes, qui ne semblent mener nulle part, pour embrasser une flopée de personnages tous plus déjantés et déconnectés de la réalité les uns que les autres, le temps d’oublier un peu les rêves déçus.
Face aux critiques qui estiment que ce type d’humour ne s’arrime à rien, que le public rit pour rire ou se moquer de plus bêtes qu’eux, Claude Meunier dit plutôt vouloir mettre en lumière la bêtise humaine, le sous-développement culturel ambiant et l’absence de communications dans les relations sociales. Sa pièce Les Voisins (1980), coécrite avec Louis Saïa, se veut une satire de la société matérialiste et du monde des apparences.
Claude Meunier est le chef de file de la nouvelle génération d’humoristes québécois. À la suite de la dissolution de Paul et Paul, Meunier se joint à Serge Thériault pour former le duo Ding et Dong, personnages aux vestons en peau de vache. Ils y développeront des personnages qui reviendront plus tard dans La Petite vie. À la fin de l’année 1982, Claude Meunier revient de Californie où il a assisté aux représentations du Comedy Store, un célèbre club de Los Angeles où s’enchaînent les humoristes sur scène. Il s’inspire de la formule en créant Les Lundis des ha!ha! en janvier 1983 au Club Soda à Montréal. Rapidement, un public de jeunes cégepiens et universitaires afflue pour assister à ces soirées. Les références politiques sont absentes et les personnages grotesques qui se succèdent sur scène « relatent alors des situations absurdes ou des situations quotidiennes traitées de façon absurde ». Claude Meunier inspirera plusieurs générations d’humoristes par sa forme d’écriture qui vise le gag et le rire à chaque trois phrases. Il n’est plus question de longs monologues, mais plutôt de courts textes joués par un humoriste qui revêt un costume pour incarner des personnages. Cette dimension théâtrale sur scène se distingue du stand up américain, sans artifice et parlant de soi-même à la première personne. Plusieurs des artistes qui feront leur marque au cours des années 1980 sont issus des Lundis des ha!ha!, notamment Daniel Lemire, Michel Courtemanche, Pierre Verville, André-Philippe Gagnon et Michel Barrette. En 1987, le Groupe Sanguin, composé de Dany Turcotte, Dominique Levesque, Marie-Lise Pilote, Émile Gaudreault et Bernard Vandal, qui arrive de la région du Saguenay-Lac-St-Jean, établie un record au Club soda avec ses 89 spectacles.
L’humour québécois ne se limite toutefois pas à l’absurde dans les années 1980. Daniel Lemire traite de l’actualité politique dans plusieurs de ses numéros. Un groupe marquant fait aussi ses premières armes à la radio communautaire avant de faire le saut à la télévision en 1986. La nouvelle chaîne Télévision Quatre-Saisons, fondée la même année, repêche les jeunes membres du groupe Rock et Belles Oreilles (RBO) et lui offre une émission hebdomadaire entièrement originale et dans un style inédit jusque-là. Certes, les membres de RBO (Guy A. Lepage, Yves P. Pelletier, André G. Ducharme, Bruno E. Landry, Chantal Francke et Richard Z. Sirois) font dans l’absurde, mais ils versent aussi abondamment dans la satire politique et sociale cinglante et sans compromis. Parodiant tout ce qui est présenté au petit écran, les nouvelles, les publicités, les sitcoms, les téléromans, les téléséries, les chaînes spécialisées, les vidéo-clips, ils deviennent les maîtres de la parodie. Ils créent des personnages qui marquent les générations, notamment madame Brossard, monsieur Caron et la famille Slomeau. Ils feront de la scène, animeront à la radio FM et signeront des chansons bien construites et endisquées, dont Le feu sauvage de l’amour et Bonjour la police. Le groupe se dissout officiellement en 1994, mais ils se réunissent à l’occasion.
La première émission quotidienne satirique québécoise, inspirée en partie de l’actualité, voit le jour à TQS en 1988. Il s’agit de Cent Limite (1988-1991) qui réunit les Bleu Poudre (Pierre Brassard, Jacques Chevalier, Ghislain Taschereau et Richard Z. Sirois) et d’autres participants ponctuels comme Jici Lauzon, Anthony Kavanagh, Chantal Lamarre et André Robitaille. Comme c’était le cas pour RBO, la formule est tout à fait originale avec sa fausse salle de nouvelles, ses sketchs, ses fausses nouvelles, ses montages, ses interviews et ses doublages. La formule change de nom au début des 1990 et l’émission est rebaptisée Taquinons la planète.

### Industrie de l'humour[108], institutionnalisation et professionnalisation
Pour répondre à ce besoin de rire des Québécois, le premier festival Juste pour rire est créé par Gilbert Rozon en 1983. Son pendant anglophone, Just for Laughs, est mis sur pied deux ans plus tard, en 1985. Son expansion est rapide. Le festival remplissait déjà le Théâtre St-Denis avec ses galas en 1986. Il prend même de l’expansion dans la francophonie au cours des années suivantes. Devenant aussi une agence pour les humoristes, JPR contribue à faire de l’humour une sphère artistique autonome. Il est à la base de la naissance d’une industrie de l’humour. Depuis 1983, les artisans du rire que JPR fait parfois venir de la France, de la Belgique et des États-Unis, animent les multiples festivals de l’humour qui dérident la province. En mars 2018, l’agence de talents californienne ICM Partners et le comédien Howie Mandel mettent la main sur JPR. À l’été 2023, JPR présente son dernier et ultime gala à la salle Wilfrid-Pelletier, accueillant pour l’occasion sur scène les plus grands noms de l’humour québécois, notamment Yvon Deschamps, Daniel Lemire, Patrick Huard, Louis-José Houde, Martin Matte, Boucar Diouf, ainsi que de plus jeunes artistes, Virginie Fortin, Maude Landry, Philippe-Audrey Larue-St-Jacques, Mariana Mazza, Korine Côté, Rosalie Vaillancourt, Simon Gouache et Guillaume Pineault.
En 1997, JPR doit faire face à une nouvelle entreprise créatrice et productrice de contenus humoristiques, basée à Québec, Montréal et Hollywood :ComediHa!. Elle connaît une croissance rapide, comptabilisant en 2023 des milliers de spectacles et des centaines d’émissions humoristiques.
Afin de répondre aux aspirants humoristes qui avancent à tâtons dans ce milieu en développement, Louise Richer fonde l’École nationale de l’humour en 1988, une institution unique au monde, située à Montréal. Depuis ce temps, l’école a formé des centaines d’humoristes québécois. En juin 2023, on n’y dénombrait pas moins de 732 diplômés, partagés entre humoristes et auteurs humoristiques. Ses diplômés constituent 81% des récipiendaires du Gala Les Olivier, qui récompense chaque année les artistes de l'humour francophone québécois depuis 1998.
Avec la création de l’Association des professionnels de l’humour (1998), qui contribue au développement et à la promotion de l’humour au Québec, on assiste à une véritable professionnalisation de l’humour. Auparavant, un artiste devenait humoriste un peu par hasard et n’avait pas vraiment de plan de carrière.
Les années 1980 sont fastes pour l’humour. Trois institutions singulières et proprement québécoises ont vu le jour en une décennie : la LNI, l’entreprise Juste Pour Rire et l’École nationale de l’humour.

#### Festivals d'humour
- Festival Juste Pour Rire
- Grand Montréal Comique
- ComediHa! Fest-Québec
- Zoofest
- Festival d'Humour d'Alma
- Festival d'humour de l'Abitibi-Témiscamingue
- Festival d'Humour de Gatineau
- Festival de la Blague de Drummondville
- Festival MiniFest
- Festival 1001 Visages de la caricature

## Les années 1990 à 2020: l'humour triomphant

### L'ère duOne man show
Si le Québec se distingue par ses institutions uniques destinées à l’humour ainsi que par ses personnages, les humoristes québécois sont de plus en plus influencés par les Américains. Au cours des années 1990, ils délaissent les personnages pour adopter le style américain du stand-up. Sur scène, sans véritable personnage, le stand-up comique parle de lui-même. C’est un type d’humour largement autobiographique et qui traite d’événements anecdotiques du quotidien. L’humour reflète bien le narcissisme tout comme le cocooning. Un numéro ne tourne pas forcément autour d’un thème, le stand-up passe d’un sujet à l’autre sans véritable fil conducteur. L’humour se veut efficace en générant le plus de rires possibles. Tout bon humoriste qui perce souhaite obtenir son premier one (wo)man show. Cela constitue une consécration dans le milieu.
La popularité du stand-up persiste jusqu’à aujourd’hui. Il comporte toutefois de nombreuses nuances. Le monologue, avec sa dimension plus émotive et dramatique, refait surface, notamment avec Martin Matte et Louis-Josée Houde. Quelques humoristes incarnent des personnages, en étant déguisés (les Denis Drolet) ou non (Jean-François Mercier). L’humour absurde frôle le non-sens avec les Denis Drolet ou Pierre-Yves Roy-Desmarais. Ces humoristes marient humour, chanson et musique, rappelant les belles années de RBO.
Plusieurs suivent les traces de Daniel Lemire qui ne parle jamais de lui-même sur scène, préférant l’actualité politique, sociale, économique et culturelle. C’est notamment le cas de Guillaume Wagner, Guy Nantel et Louis T. Au moment où la ville de Québec est l’hôte du Sommet des Amériques en avril 2003, un groupe d’humoristes militants voit le jour : les Zapartistes. Il détonne alors par rapport à ce qui se fait dans l’industrie du rire et se trouve fréquemment comparé aux Cyniques. Totalement indépendant, le groupe, qui exploite l’humour politique, présente même un manifeste exposant leur programme d’actions et leur position tant politique qu’humoristique en introduction de leur spectacle.
Par ailleurs, de nombreux humoristes s’appuient sur leur propre expérience pour aborder des préoccupations et des enjeux collectifs sensibles qui les transcendent : l’intégration à un nouveau milieu de vie, le racisme, le choc culturel, la santé mentale, la maladie, le sexisme, l’avortement, etc. Reflet d’un Québec pluriculturel, de plus en plus d’humoristes sont d’origines étrangères ou fils et fille de migrants, notamment Boucar Diouf, Rachid Badouri, Adib Alkhalidey, Nabila Ben Youssef et Mariana Mazza, ce qui enrichit le contenu de l’humour québécois.
On peut en dire autant avec la présence de femmes humoristes de plus en plus nombreuses, encouragées par leur formation à l’ÉNH. Alors que le nombre de one woman show se limitait à quelques artistes depuis les années 1960, principalement Clémence Desrochers, Dominique Michel, Lise Dion, Claudine Mercier et Marie-Lise Pilote, elles sont de plus en plus nombreuses à présenter leur spectacle et à faire des tournées, à partir des années 2000 : Cathy Gauthier, Korine Côté, Virginie Fortin, Mélanie Ghanimé, Maude Landry, Katherine Levac, Eve Côté, Christine Morençy, pour ne nommer que celles-là.

### Productions télévisuelles et cinématographiques
Le succès de l’humour et des humoristes déborde largement des salles de spectacles. Le Québec connaît un nombre considérable de productions télévisuelles et cinématographiques humoristiques au cours des années 1990 et 2000.
TQS fait office de laboratoire en diffusant des productions originales comme Rock et Belles Oreilles (TQS/1986-1988, TVA/1988-1990), 100 limite (TQS/1988-1991), La Fin du monde est à sept heures (TQS/1997-2000) et L’Heure JMP (TQS/1996-1997) animée et improvisée par l’humoriste Jean-Marc Parent avec un groupe de rock.
Importé des États-Unis, le genre sitcom connaît une popularité certaine et les humoristes y jouent tous un rôle, notamment Michel Barrette et Martin Matte dans Km/ heure au réseau TVA (1998-2006), ainsi qu’Histoires de filles (TVA/1999-2008). Un gars, une fille (Radio-Canada/1997-2003, 2023), une émission créée par Guy A. Lepage issu de RBO, est exportée et adaptée dans plusieurs pays. D’autres émissions sont des adaptations de productions étrangères, notamment le sitcom Caméra café (TVA/2002-2012) qui vient de la France, mettant en vedette Martin Matte et l’ancien animateur de 100 limite, Pierre Brassard. Radio-Canada diffuse La Petite vie (Radio-Canada, 1993-1998, 2023) écrite par Claude Meunier, une parodie du sitcom et satire de la famille québécoise qui fracasse tous les records télévisuels. L’épisode du 20 mars 1995 attire quatre millions de téléspectateurs, alors que celui de « Réjean reçoit » atteint le nombre de 4 098 000. La population du Québec étant alors de 7 205 074, cela signifie que plus de la moitié du Québec regardait l’épisode.  
Les auteurs humoristes François Avard et Jean-François Mercier défoncent les standards de la télévision par les histoires d’une famille qui a choisi de vivre dans la marginalité et des menus larcins, la série Les Bougon, c’est aussi ça la vie (Radio-Canada/2004/2006). Cette comédie dramatique en annonce bien d’autres : Les Invincibles (Radio-Canada/2005-2009), Série Noire (Radio-Canada/2014-2016), Les Simone (Radio-Canada/2016-2018) et C’est comme ça que je t’aime (ICI Tout.Tv, Radio-Canada/2020- en cours).
Plusieurs productions mélangent le vrai du faux, notamment Les Pêcheurs (Radio-Canada/2013-2017), de l’humoriste Martin Petit qui reçoit à son chalet une flopée d’humoristes jouant leur propre rôle et Les Beaux malaises (TVA/2014-2017) de Martin Matte qui s’incarne lui-même.
L’actualité n’est pas mise de côté parmi les productions télévisuelles. L’hebdomadaire Infoman animé par René Dufort revoit les événements de la semaine avec humour depuis octobre 2000. En 2004, Radio-Canada reprend le personnage du caricaturiste Serge Chapleau, Gérard D. Laflaque, pour animer un dessin animé en image de synthèse tridimensionnelle, Et…Dieu créa Laflaque (2000-2019), un journal d’actualité qui s’amuse à parodier des personnalités politiques. La revue d’actualité le Bye bye à Radio-Canada demeure un rendez-vous traditionnel pour des millions de Québécois et de nombreux humoristes y tiennent un rôle majeur, comme comédien et comme auteur.  
La satire politique a droit à trois séries, Bunker, le cirque (Radio-Canada/2002) du réalisateur Luc Dionne, Si la tendance se maintient (TVA/2001) avec Michel Côté et plus récemment, La Maison-Bleue, une satire d'un Québec devenu indépendant.
La télévision québécoise réalise également plusieurs comédies composées de vignettes ou de sketches, dont plusieurs sous la plume du scénariste Marc Brunet : Le Cœur a ses raisons (TVA/2005-2007), Les Bobos (Télé-Québec/2012-2013) et Like-moi (Télé-Québec/2015-2020).
La famille est souvent au cœur de la comédie québécoise comme en témoigne Les Parents (Radio-Canada/2008-2016), Conseil de famille (Télé-Québec/2016-2020), Discussions avec mes parents (Radio-Canada/2018- en cours), et dans l’Œil du cyclone (Radio-Canada / 2022- en cours).
Au cinéma, la comédie québécoise connaît fréquemment les meilleurs succès en salle, arrivant même à déloger des blockbusters. En 2009, De père en flic d’Émile Gaudreault avec Louis-José Houde et Michel Côté déclasse Le chevalier noir. Parmi les films québécois, les comédies sont souvent celles qui obtiennent les meilleures entrées en salle. Menteur en 2019, 1991 tout juste derrière La Bolduc en 2018, De père en flic 2 et Bon cop, bad cop 2 en 2017, Votez Bougon et Les trois p’tits cochons 2 en 2016. En 1997, le film Les Boys qui connaîtra plusieurs suites et une émission de télé (Radio-Canada/2007-2012) concurrence même Le Titanic avec ses sept millions au box-office.

### Omniprésence de l'humour et des humoristes
Un star-system résulte de cette importante production humoristique. Les humoristes sont les invités des talk-shows quand ils ne les animent pas eux-mêmes (Tout le monde en parle, Martin Matte en direct), font des publicités et le délice des magazines à potins, animent des jeux télévisés et des émissions radiophoniques, servent de porte-parole pour différentes causes, écrivent des livres. L’omniprésence de l’humour et des humoristes devient un sujet de discussion et de débat, ainsi que la vulgarité des humoristes,, et plusieurs blagues ont suscité des controverses.
L’émission Piment fort (TVA/1993-2001, 2016-2017), un quiz essentiellement composé d’humoristes invités, soulève la controverse, alors que Daniel Pinard, un animateur d’une émission de cuisine, dénonce l’homophobie contenu dans les blagues, en mars 2000. La quotidienne verse souvent dans l’humour facile et des personnalités deviennent des cibles régulières et gratuites. Par la suite, de nombreuses blagues créent la controverse, particulièrement le gag de l’humoriste Mike Ward sur Jérémy Gabriel qui entraîna une longue saga judiciaire. La question à savoir si l’on peut rire de tout est souvent posée.
Bref, l’humour québécois est en grande santé. L’exemple du Québec reflète sans doute ce que le sociologue Gilles Lipovetsky appelait la société humoristique, en 1983, c’est-à-dire une époque caractérisée par le « déploiement tous azimuts du narcissisme hédoniste ». Voir aussi Groupe de recherche sur l'industrie de l'humour (GRIH) Sprott School of Business Carleton University  et Observatoire de l'humour (OH)

## Personnalités
- L'acteur Olivier Guimond est célèbre pour ses gags visuels.
- Les Cyniques contestent ouvertement la société, et ont pour cible tous ceux qui détiennent (ou détenaient) le pouvoir.
- Le monologuiste Yvon Deschamps a initié le stand-up en 1968 dans le cadre de L'Osstidcho
- Depuis 1998, Sylvain Parent-Bédard produit le ComediHa! Fest-Québec (anciennement Grand Rire[150]) à Québec et produits lui aussi plusieurs artistes.